# BNP Paribas Masters 2006
BNP Paribas Masters 2006 — тенісний турнір, що проходив на кортах з твердим покриттям у місті Paris, Франція з 30 жовтня . Належав до категорії ATP Masters Series.

## Фінальна частина

### Одиночний розряд
Микола Давиденко —  Домінік Хрбати 6–1, 6–2, 6–2

### Парний розряд
Арно Клеман /  Мікаель Льодра —  Фабріс Санторо /  Ненад Зімоньїч 7–6(7–4), 6–2